# Teucholabis (Teucholabis) anthracina
Teucholabis (Teucholabis) anthracina is een tweevleugelige uit de familie steltmuggen (Limoniidae). De soort komt voor in het Neotropisch gebied.